# 神山典士
神山 典士（こうやま のりお、1960年（昭和35年）4月13日 - ）は、日本のノンフィクション作家である。株式会社ザ・バザール、東京塾を主宰。日本ペンクラブ会員。

## 略歴
埼玉県入間市生まれ。学生時代にラボ・パーティに参加して、アメリカのホストファミリー先に滞在体験をえる。
埼玉県立川越高等学校を経て、1984年（昭和59年）に信州大学人文学部心理学科卒業。1986年（昭和61年）までテレビ情報誌の編集プロダクション・ISプレスに勤務後、フリーランスとして独立。1990年（平成2年）株式会社バザールを設立。
1997年（平成9年）、『ライオンの夢　コンデ・コマ＝前田光世伝』で小学館ノンフィクション大賞優秀賞を受賞し、ノンフィクション作家としてデビュー。「異文化」「表現者」「アウトロー」を主な取材テーマとしている。2014年（平成26年）、『週刊文春』2月13日号にて作曲家・佐村河内守のゴーストライターをしていた新垣隆の独占インタビュー記事『全聾の作曲家はペテン師だった！』を発表し、第45回大宅壮一ノンフィクション賞（雑誌部門）、第21回編集者が選ぶ雑誌ジャーナリズム賞大賞を受賞。

## 著書

### 単著
- 『ジャパニーズMBAの挑戦　留学と就職・ビジネスの舞台裏』日本能率協会マネジメントセンター、1992年1月。ISBN 4-8207-0847-3。
- 『ひとりだちへの旅　30000人のホームステイ体験』筑摩書房、1993年3月。ISBN 4-480-85635-8。
  - 『ひとりだちへの旅　30000人のホームステイ体験　こどもたちの異文化理解』ラボ教育センター、1999年1月。ISBN 4-89811-013-4。
- 『Jリーグ立ち上がり戦略成功の秘密』明日香出版社〈Asuka business & language books〉、1993年3月。ISBN 4-87030-600-X。
- 『小室哲哉　深層の美意識』講談社、1996年3月。ISBN 4-06-208076-1。
  - 『小室哲哉　深層の美意識』講談社〈講談社+α文庫〉、1997年6月。ISBN 4-06-256206-5。
- 『ライオンの夢　コンデ・コマ＝前田光世伝』小学館、1997年5月。ISBN 4-09-379213-5。
  - 『不敗の格闘王 前田光世伝　グレイシー一族に柔術を教えた男』〈祥伝社黄金文庫 Gこ17-1〉2014年。ISBN 978-4-396-31641-9。
- 『海渡ものがたり　「民際人」16の肖像』淡交社、1997年6月。ISBN 4-473-01548-3。
- 『アウトロー』情報センター出版局、1997年10月。ISBN 4-7958-2532-7。
- 『北朝鮮にスマッシュ。　ピンポンミステリーツアー』メディアファクトリー、1999年1月。ISBN 4-88991-691-1。
- 『あなたの会社のビジネスモデルを変身させる法　「IT革命」セカンドステージの行方』NTT-X 監修、PHP研究所、2000年8月。ISBN 4-569-61182-6。
- 『北京 もうひとつの家族』ラボ教育センター、2000年9月。ISBN 978-4-89811-048-5。
- 『「日本人」はどこにいる　異文化に生きる武士道のこころ』メディアファクトリー、2001年7月。ISBN 4-8401-0321-6。
- 『奮い立て！　大阪近鉄バファローズ・奇跡の組織改革』実業之日本社、2002年3月。ISBN 4-408-39484-X。
- 『生きること演じること　演劇人たちの人生その光と影』ぴあ、2002年10月。ISBN 4-8356-0047-9。
- 『35歳までに仕事運をつかむ魔法の言葉』アスキー・コミュニケーションズ、2003年2月。ISBN 4-7762-0022-8。
- 『借金をチャラにする　ドキュメント・ローン地獄からの生還』〈講談社+α文庫〉2003年7月。ISBN 4-06-256764-4。
- 『キャラメル・ばらーど　まだ見ぬ地平を求めて』Tokyo FM出版、2005年9月。ISBN 4-88745-133-4。
- 『初代総料理長サリー・ワイル』講談社、2005年9月。ISBN 4-06-213043-2。 - 『伝説の総料理長サリー・ワイル物語』草思社文庫
- 『情熱のシェフ　南仏・松嶋啓介の挑戦』講談社、2008年6月。ISBN 978-4-06-214745-3。
- 『人生の大切なことはすべて雀鬼に学んだ　桜井章一の超教育実践』竹書房、2009年9月。ISBN 978-4-8124-3969-2。
  - 『桜井章一の「教えない」「育てない」人間道場　伝説の雀鬼の"人が育つ"極意』〈講談社+α文庫 G91-2〉2013年8月。ISBN 978-4-06-281527-7。
- 『忌野清志郎が聴こえる愛しあってるかい』アスコム、2010年5月。ISBN 978-4-7762-0610-1。
- こうやまのりお『ピアノはともだち　奇跡のピアニスト辻井伸行の秘密』講談社〈世の中への扉〉、2011年4月。ISBN 978-4-06-216901-1。 -のち青い鳥文庫
- こうやまのりお『ヒット商品研究所へようこそ！　「ガリガリ君」「瞬足」「青い鳥文庫」はこうして作られる』講談社〈世の中への扉〉、2011年7月。ISBN 978-4-06-217073-4。
- 『地球を走った男　間寛平アースマラソン　なぜ彼だけが地球一周走れたのか?』ヨシモトブックス(出版) ワニブックス(発売)、2011年9月。ISBN 978-4-8470-9013-4。
- 『みっくん、光のヴァイオリン　義手のヴァイオリニスト・大久保美来』こうやまのりお 文、佼成出版社〈感動ノンフィクションシリーズ〉、2013年1月。ISBN 978-4-333-02569-5。
- こうやまのりお『めざせ！給食甲子園』講談社〈世の中への扉〉、2013年8月。ISBN 978-4-06-218231-7。
- 『新・世界三大料理　和食はなぜ世界料理たりうるのか』中村勝宏・山本豊・辻芳樹 監修〈PHP新書〉、2014年9月。ISBN 978-4-569-81908-2。
- 『ペテン師と天才　佐村河内事件の全貌』文藝春秋、2014年12月。ISBN 978-4-16-390184-8。
- 『ゴーストライター論』平凡社新書 2015
- 『怪魚ハンター、世界をゆく 巨大魚に魅せられた冒険家・小塚拓矢』こうやまのりお 佼成出版社 2016
- 『知られざる北斎』 幻冬舎、2018
- 『カプリチョーザ愛され続ける味 日本のイタリア料理に革命を起こした元祖「大盛」イタリアン創業シェフ・本多征昭物語』本多惠子監修. プレジデント社, 2018.11
- 『150冊執筆売れっ子ライターのもう恥をかかない文章術』ポプラ社, 2018.7
- 『川越高校のリベラルアーツ教育 ノーベル賞からウォーターボーイズまで輩出する』川越高校同窓会,青月社 (発売) 2019.9
- 『社員の幸せを創る経営』幻冬舎メディアコンサルティング, 2021.3

### 共著
- 八木宏之 共著『実録借りたカネは返すな！　一発逆転の敗者復活編』アスコム、2003年10月。ISBN 4-7762-0096-1。
- 井上斌 共著『勝負あり　猪熊功の光と陰』河出書房新社、2004年10月。ISBN 4-309-01673-1。
- 小杉俊哉 共著『組織に頼らず生きる　人生を切り拓く7つのキーワード』平凡社新書、2004年11月。ISBN 4-582-85250-5。
- 金野力 共著『企業再生屋が書いた　借りたカネはやっぱり返すな！』八木宏之 監修、アスコム、2007年6月。ISBN 978-4-7762-0426-8。
  - 金野力 共著『企業再生屋が書いた　借りたカネはやっぱり返すな！』八木宏之 監修（新装版）、アスコム、2009年3月。ISBN 978-4-7762-0543-2。
- 『図説 日本の職人』神山典士 文、杉全泰 写真、河出書房新社〈ふくろうの本〉、2007年10月。ISBN 978-4-309-76104-6。
- 鈴木孝夫研究会 編「グランド・セオリーに導かれた人々」『鈴木孝夫の世界』 第1集、冨山房インターナショナル、2010年10月。ISBN 978-4-902385-95-3。 - 年譜あり。
- 井上旭『フレンチの王道 シェ・イノの流儀』聞き手 文春新書 2016
- 『屋根裏のユミさんとRCと』池畑ユミ共著、神山・屋根裏編集部 編. 青月社, 2020.12
- 梅崎修共著『人事担当者が本音で明かす!受かるエントリーシート落ちるエントリーシート』ポプラ社, 2021.1
- 石破茂『「我がまち」からの地方創生　分散型社会の生き方改革』平凡社新書、2023.8